# (15115) Yvonneroe
(15115) Yvonneroe (2000 DA7) – planetoida z grupy pasa głównego asteroid okrążająca Słońce w ciągu 3,71 lat w średniej odległości 2,39 j.a. Odkryta 29 lutego 2000 roku.